# Wieniawa (gemeente)
De gemeente Wieniawa is een landgemeente in het Poolse woiwodschap Mazovië, in powiat Przysuski.
De zetel van de gemeente is in Wieniawa.
Op 30 juni 2004 telde de gemeente 5543 inwoners.

## Oppervlakte gegevens
In 2002 bedroeg de totale oppervlakte van gemeente Wieniawa 104,03 km², waarvan:
- agrarisch gebied: 79%
- bossen: 12%

De gemeente beslaat 12,99% van de totale oppervlakte van de powiat.

## Demografie
Stand op 30 juni 2004:
| Omschrijving                   | Totaal | Totaal | Vrouwen | Vrouwen | Mannen | Mannen |
| ------------------------------ | ------ | ------ | ------- | ------- | ------ | ------ |
| eenheid                        | aantal | %      | aantal  | %       | aantal | %      |
| inwoners                       | 5543   | 100    | 2803    | 50,6    | 2740   | 49,4   |
| bevolkingsdichtheid (inw./km²) | 53,3   | 53,3   | 26,9    | 26,9    | 26,3   | 26,3   |

In 2002 bedroeg het gemiddelde inkomen per inwoner 1462,17 zł.

## Administratieve plaatsen (sołectwo)
Brudnów, Głogów, Jabłonica, Kamień Duży, Kłudno, Kochanów Wieniawski, Komorów, Koryciska, Plec, Pogroszyn, Romualdów, Skrzynno, Sokolniki Mokre, Sokolniki Suche, Wieniawa, Wola Brudnowska, Wydrzyn, Zagórze, Zawady, Żuków.

## Overige plaatsen
Błotka, Brzozowica, Glinianki, Górka, Góry, Kaleń, Kamień Mały, Kaukaz, Komorów-Gajówka, Konary, Osiny, Pod Rogową, Pod Skrzynnem, Ryków, Stajków, Za Bugiem, Za Górami, Zadąbrów.

## Aangrenzende gemeenten
Borkowice, Chlewiska, Orońsko, Przysucha, Przytyk, Szydłowiec, Wolanów